# Дони
Добрин Димитров Векилов, по-известен с артистичния си псевдоним Дони, е български рок певец, композитор, автор на текстове на песни и актьор.

## Биография
Роден е на 7 май 1967 г. в София, България. Учи фармация в Медицинска академия, но страстта му към музиката надделява. От 1988 г. до 1992 г. учи пеене при маестро Стефан Анастасов. Занимава се професионално с музика от 1989 г. Започва кариерата си като басист и вокалист в групите „Атлас“ (до 1993 г.) и „Медикус“. Заедно с Момчил Колев сформира дуета Дони и Момчил. В началото на 21 век прави дуетни изпълнения и със съпругата си Антоанета Добрева-Нети.
С формациите „Атлас“ и „Медикус“ записва общо четири албума. През 1993 заедно с Момчил записват „Уморени крила“. Тази песен предначертава и успеха на първия албум на Дони в дует с Момчил – „Албумът“ (1993). С него Дони печели наградата албум на годината и хит на годината според сп. „Ритъм“ и националната награда „Най-добър вокал“ за 1993 г. Следва друг голям хит – „Малкият принц“ (първа награда за видеоклипове на фестивала „Златната антена’95“). Дуетът издава 5 албума, всеки от които е продаден в стотици, хиляди копия. Дони и Момчил са първите български изпълнители, излъчени по MTV, с песента им „Ближи си сладоледа“. Песента на Дони „Уморени крила“ се качва в Топ 10 на холандския „Билборд“. Видеоклипове на Дони се излъчват и по френския музикален канал МСМ, а английското музикално списание „Q“ причислява дуета Дони и Момчил към най-успешните световни групи на 1997 г. заедно с U2 и Oasis.
След 2001 година работи със своята съпруга Нети, за която създава албума „Нети“, с хит-сингъла „Луната спи“. Следващата година излиза и албумът му „Естрада“ с кавър версии на вечни български песни. От него са хит-синглите „Тази вечер, аз съм хубава“ (с Нети) и „Спри до мен“ – виртуален дует с покойната Леа Иванова. През 2005 г. излиза албумът „Този филм“ с хит-синглите, „Покажи ми“, „Страхотен ден“, „Помощ, обичам те“ и „Този филм“. През 2007, 2008 и 2009 г. Дони участва в трите сезона на Мюзик Айдъл, като в първото и третото издание е член на журито, а във второто и третото – музикален продуцент на предаването.
През 2014 г. Дони е музикален продуцент на шоуто за таланти Големите надежди, на шоуто „Като две капки вода“ и на третия сезон на The X Factor Bulgaria.
През 2015 година Дони е музикален продуцент на третия сезон на „Като две капки вода“, на шоуто И аз го мога, както и на четвъртия сезон на The X Factor.
През 2016 г. Дони е музикален продуцент и жури в четвъртия сезон на шоуто „Като две капки вода“.
В началото на 2017 г. Дони дублира на български език персонажа Гаргамел в епизод 3 от детския сериен анимационен филм „Смърфовете“ – „Изгубеното селце“. През 2017 г. Дони е музикален продуцент на „Като две капки вода“ и на 5-ия сезон на The X Factor Bulgaria
През 2018 и 2019 г. е музикален продуцент на Като две капки вода в шестия и седмия сезон на шоуто. През 2019 г. е музикален продуцент на „Маскираният певец“. През 2020 г. е музикален продуцент на „Като две капки вода“ в неговия 8-ми сезон, както и във 2-ри сезон на тв шоу „Маскираният певец“. През 2021 г. е музикален продуцент на  Като две капки вода в неговия 9-ти сезон, както и във 3-ри сезон на тв шоу Маскираният певец.
През 2022 г. е музикален продуцент на  Като две капки вода в неговия 10-ти сезон, както и жури в „Звездите в нас“.
През 2023 г. е музикален продуцент на  Като две капки вода 11 сезон, а през 2024 е музикален продуцент на 12 сезон.

### Фондацията
В началото на 2013 г. основава супергрупата Фондацията, с Кирил Маричков, Иван Лечев, Славчо Николов и Венко Поромански. През 2013 година, те изнасят много концерти в България, последвани от турне в САЩ и Канада.
През 2014 г. след поредица концерти в България, Фондацията отново заминават на турне в САЩ и Канада. На 10 ноември Фондацията изнасят концерт пред 15000 души, в зала „Арена Армеец“, в София.
През 2015 г. Фондацията правят концертно турне в Европа. В същата година концертират и в Тел-Авив. През месец февруари 2016 г. Фондацията прави концертно турне в Австралия и Нова Зеландия.
На 4 април 2016 г. Фондацията изнасят концерт със Симфоничния оркестър на БНР, с диригент Григор Паликаров, зала 1 на НДК, където представят албум с 14 песни и книга. През есента на 2016 г. Фондацията прави национално турне в повечето от по-големите български градове.
През 2018 г. Фондацията осъществява първото околосветско турне за българска поп и рок група. Концертират в Токио, Сеул, Хонолулу, Сан Франциско, Сан Диего, Финикс, Денвър, Минеаполис, Отава, Монреал, Торонто, Ню Йорк и Хамбург.
През 2019 концертират в Единбург, Дъблин и Лондон и после основно в България, като на 30 октомври отпразнуват 75-годишния юбилей на Кирил Маричков, с голям концерт в НДК зала 1.

## Дискография

### С Атлас
- 1989 – сплит с Клас – 4-та плоча от поредицата БГ Рок – LP, Балкантон
- 1992 – Кукла – MC
- 1993 – Полет над себе си – MC

### С Медикус
- 1993 – Векът на любовта – CD, MC
- 1994 – Country Club Hits – MC

### С Дони и Момчил
- 1993 – Албумът! – CD, МС
- 1994 – Вторият – CD, МС
- 1995 – Филмът – VC
- 1995 – Акустичният концерт (с участието на симфоничен оркестър) – VC
- 1996 – Твойта тишина – single
- 1996 – Не на страха – single
- 1996 – Облаче ле, бяло – CD, МС
- 1997 – Създадено в България – CD, МС
- 1998 – Червило – single
- 1998 – Хитовете (компилация) – CD, МС
- 1999 – Мания – single
- 1999 – Стая с лилави стени – single

### Соло / С Нети
- 2001 – „Дони“ – CD, MC
- 2002 – „Нети“ – CD, MC
- 2002 – „Естрада“ – CD, MC
- 2005 – „Този филм“ – CD
- 2020 – Дони и Нети – „2020“ – CD
- 2022 – "Емигрантски" - CD

### С Фондацията
- 2016 – „Фондацията“ – CD, Book[8]

Дони е композитор, автор на текстовете и на аранжиментите, на всички свои хитове (с изключение на песента „Кукла“, на която е съавтор на аранжимента, и песните „Малкия принц“ и „Ближи си сладоледа“, на които е автор на текстовете и съавтор на аранжиментите). Дони е реализирал концерти в България, Русия, Беларус, Украйна, Израел, Франция, Великобритания, Германия, Австрия, Сърбия, Испания, Италия, Белгия, Нидерландия, Швейцария, Люксембург, Дания, Норвегия, Швеция, Катар, Дубай, Кувейт, САЩ, Канада, Япония, Южна Корея, ЮАР,   Австралия, Нова Зеландия, Индия, Непал и Тибет.
Дони е участник в много театрални постановки, а заедно с Ивайло Христов и Коцето-Калки, държи рекорда за най-дълго играна постановка в България – пиесата „Секс, наркотици и рокендрол“. Играе се от 11 ноември 1992 г., в Театър „Българска Армия“. Автор е на пиесата „Нощта на рокендрола“, играна в театър „199“ и съавтор (с Ивайло Христов) на пиесата „Кастинг“, играна в Театър „Българска Армия“. Дони е щатен композитор в Театър „Българска Армия“ и е автор на музиката на 55 спектакъла, между които и четири мюзикъла.

## Известни песни
Кукла (с „Атлас“), Уморени крила, Картина, Слънцето на войника, Ближи си сладоледа, Малкия принц, Дива роза, Утринна сянка, Нестинарка, Сляпо момиче, Червило, Шапка на цветни петна, Мания, Стая с лилави стени, Луната спи (изпълнена от Нети), Страхотен ден, Облаче ле бяло (кавър-версия), Тази вечер аз съм хубава (кавър версия), Спри до мен (кавър-версия), Покажи ми, Този филм, Има време, Весело шумя и др.
Tеатрална музика:
1. 1994 – „Красива птичка с цвят зелен“ – мюзикъл – ТБА
2. 1995 – „Мръсни думи“ – ТБА
3. 1996 – „Опера за три гроша“ – мюзикъл – НАТФИЗ
4. 1996 – „Подземни чайки“ – „Театър 199“
5. 1997 – „Състояние на ума“ – ТБА
6. 1998 – „Крехка нежност в късен следобед“ – НДК
7. 1999 – „Мокри поръчки“ – „Театър 199“
8. 1999 – „Нощта на рокендрола“ – „Театър 199“
9. 2000 – „Буре барут“ – НАТФИЗ
10. 2000 – „Едмънт“ – ТБА
11. 2000 – „Дванайсета нощ“ – Пловдивски драматичен театър
12. 2001 – „Среднощен град“ – вариации за пиано и глас – Народен театър
13. 2004 – „Ножица-трепач“ – ТБА
14. 2005 – „Кълбовидна мълния“ – ТБА
15. 2006 – „Копче за сън“ – мюзикъл – Младежки театър „Николай Бинев“
16. 2007 – „По-големият син“ – ТБА
17. 2007 – „Последни поръчки“ – ТБА
18. 2007 – „Били лъжеца“ – ДТ Сливен
19. 2009 – „Тя – без любов и смърт“ – ТБА
20. 2010 – „След дъжда“ – ТБА
21. 2011 – Ladies room – ДТ Казанлък
22. 2011 – „Както ви харесва“ – ТБА
23. 2011 – „Извънредно странният случай в експреса…“ – ДТ Казанлък
24. 2013 – „Ромео и Жулиета“ – ТБА
25. 2013 – „Отворена брачна двойка“ – ДТ Шумен
26. 2013 – „Да разлаем кучетата“ – ТБА
27. 2013 – „Бандитска опера“ – мюзикъл – ТБА
28. 2015 – „Стреляйте по артиста“ – ТБА
29. 2015 – „Старопланински легенди“ – ДТ Шумен
30. 2015 – „Отело“ – ТБА
31. 2016 – „Жената от морето“ – ТБА
32. 2016 – „Писма до Касандра“ – ТБА
33. 2017 – „Ана от другата страна“ – ДТ Търговище
34. 2017 – „Черна комедия“ – ТБА
35. 2017 – „Хензел и Гретел“ – Младежки театър „Николай Бинев“
36. 2017 – „Детектив“– ТБА
37. 2018 – „Спускане от връх Морган“ – Народен театър
38. 2018 – „Как се обира банка“ – Сатиричен театър
39. 2018 – „Ясна поляна“ – Театър 199
40. 2019 – „Енергични хора“ – Сатиричен театър
41. 2019 – „Басейнът“ – ТБА
42. 2019 – „Стрийптиз покер“ – Малък градски театър „Зад канала“
43. 2019 – „Маркиз дьо Сад“ – ТБА
44. 2019 – „Жена без значение“ – ТБА
45. 2020 – „Кафе с претенция“ – ТБА
46. 2020 – „Вуйчо Ваньо“ – Народен театър
47. 2020 – „Урок по български“ – ТБА
48. 2020 – „Фернандо Крап ми написа това писмо“ – Театър 199
49. 2020 – „Балдахинът“- ТБА
50. 2021 – „Хотел между тоя и оня свят"- ТБА
51. 2023 – „Кралицата майка" - ТБА
52. 2024 - „Опера за три гроша" - мюзикъл- НАТФИЗ
53. 2024 - „Две обиколки на парка" - ТБА
54. 2024 - „Солунските атентатори" - ТБА
55. 2024 - „Зелената птица"- мюзикъл - Софийска опера и балет

Филмова музика:
1. 1995 – „Малкият принц“ – Д. Шарков
2. 2002 – „Емигранти“ – И. Христов, Л. Тодоров

Пиеси (актьор):
1. 1992 – „Секс, наркотици и рокенрол“ – Ерик Богосян, ТБА – играе се от 1992 г.
2. 1995 – „Мръсни думи“ – Ч.Буковски – ТБА – играна 10 сезона
3. 2000 – „Едмънд“ – Дейвид Мамет – ТБА
4. 2000 – „Дванайсета нощ“ – У. Шекспир – Пловдивски драматичен театър – в ролята на шута Фесте
5. 2001 – „Кастинг“ – И. Христов и Дони – ТБА
6. 2004 – „Абсолвента“ – Театър „Сълза и смях“
7. 2006 – „Бройкаджията“ – ДТ „Рачо Стоянов“
8. 2008 – „Опасни игри“ – Театър „Сълза и смях“
9. 2011 – „Ladies Room“ – ДТ, Казанлък
10. 2012 – „Аладин“ – (мюзикъл) – Музикален театър „Стефан Македонски“ - играна 10 сезона
11. 2017 – „Детектив“– ТБА
12. 2023 - "Има време"

Пиеси (автор):
1. 1999 – „Нощта на рокендрола“ – „Театър 199“
2. 2001 – „Кастинг“ /съавторство/ – ТБА
3. 2023 - "Този филм"
4. 2023 - "Има време"

Дони е носител на награда, за цялостен принос към музиката. Печели я през 2002 г. заедно с Момчил. 10 години по-късно, (2012 г.) дуетът получава наградата за БГ вдъхновител (аналог на награда за цялостен принос към музиката) на наградите на БГ Радио. Дони има над 20 награди за музика и едно театрално отличие. В класацията на БГ радио „Големите хиляда“, Дони е първи в България с 43 песни в класацията (като автор и изпълнител).

## Филмография
- Камера! Завеса! (2002-2003) - певеца в 1-ва серия